# Либерти Боул
Либерти Боул (англ. Liberty Bowl) — ежегодная студенческая футбольная боульная игра, проходящая в конце декабря-начале января с 1959 года. С 1965 года матч проходит на мемориальном стадионе «Либерти-боул» в Мемфисе (штат Теннесси). Первые пять лет своего существования проходила в Филадельфии. С 2004 года мероприятие спонсируется компанией AutoZone.

## История
Либерти Боул был создан в Филадельфии в 1959 году бывшим спортивным директором университета Вилланова Бадом Дадли. Первые свои годы игра проходила на стадионе имени Джона Ф. Кеннеди. В то время это была единственная боульная игра, проходившая в холодное время года, и отличалась плохой посещаемостью. Из пяти матчей в Филадельфии самым успешным был первый, когда победу университета штата Пенсильвания над Алабамой пришло посмотреть 38 000 человек.
В 1964 году местом проведения Либерти Боул стал «Конвеншэн-холл» в Атлантик-Сити. Эта игра стала первым боульным матчем, состоявшимся в закрытом помещении. В то время еще не существовало искусственного покрытия, поэтому для проведения матча был уложен 10 см слой травы на бетонный пол сооружения. Чтобы трава могла расти на арене было установлено искусственное освещение, работающее круглые сутки. Из-за небольшого размера сооружения энд-зоны были длиной всего 8 ярдов. Игру между Западной Виргинией и Ютой пришло посмотреть 6059 человек. За проведение Боула местные предприниматели заплатили Дадли 25 000 долларов, 60 000 долларов были получены за продажу билетов и ещё 95 000 долларов были получены по телевизионным контрактам.
В 1965 году Дадли перевёз игру в Мемфис, где она стала проходить на мемориальном стадионе Мемфиса (сейчас он называется мемориальный стадион «Либерти-боул»). В Мемфисе посещаемость игры повысилась и в данный момент Либерти Боул считается одним из старейших не BCS боульных игр.